# Celleporaria emancipata
Celleporaria emancipata är en mossdjursart som beskrevs av Gordon 1989. Celleporaria emancipata ingår i släktet Celleporaria och familjen Lepraliellidae. Inga underarter finns listade i Catalogue of Life.